# Rizoide

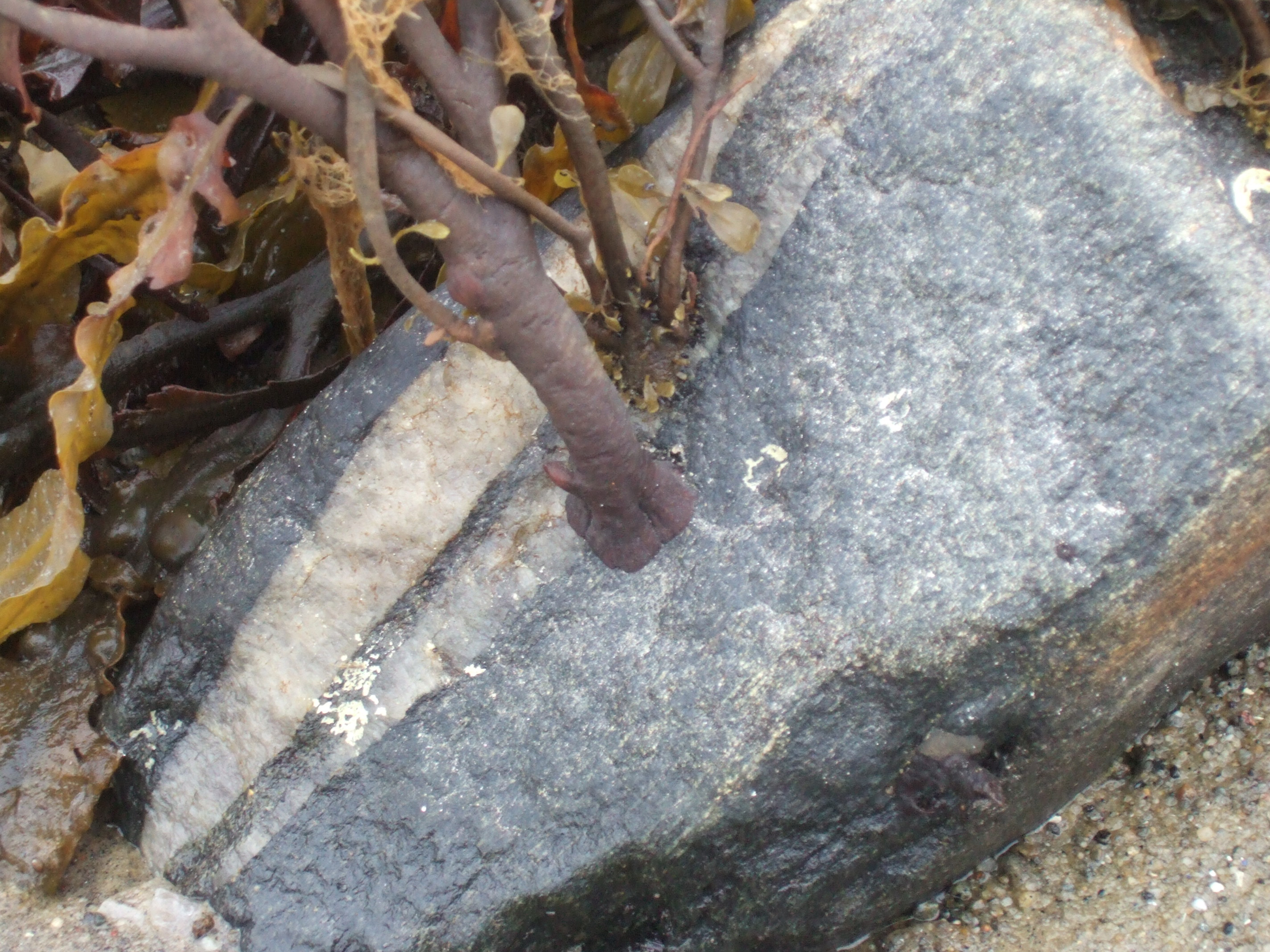
Alga fissata su una roccia

I rizoidi sono organi o strutture - unicellulari o pluricellulari - prodotti da alcuni organismi sessili (principalmente appartenenti ai regni delle piante e dei funghi) con la funzione di ancoraggio al substrato, su cui vivono, ed assorbono liquidi.

## Caratteristiche
Tipicamente, possono essere riscontrati in alcune specie di funghi (zigomiceti), alghe ed altre tallofite e, soprattutto, nelle piante non-vascolari un tempo raggruppate nella divisione Briophyta (scorporata oggi nelle tre divisioni Briophyta, in cui sono inserite le classi dei muschi, Marcantiophita comprendente le epatiche e Antocerotophyta per le antocerote). In questi organismi, i rizoidi vengono spesso associati al concetto di "radice", ma una tale associazione risulta imprecisa e fuorviante: mentre la radice è un organo specializzato nell'assorbimento di sostanze nutritive (oltre che nell'ancoraggio dell'organismo) composto da un gran numero di cellule e tessuti specializzati (meristemi primari e secondari, parenchimi, tessuti vascolari) i rizoidi non risultano solitamente in grado di svolgere funzioni nutrizionali (costringendo l'organismo di cui fanno parte ad assorbire nutrienti dall'ambiente esterno attraverso le altre superfici esterne) e sono normalmente costituiti da un'unica cellula molto allungata o, al più, un filamento di cellule disposte in serie.
Le piante superiori generalmente non presentano strutture analoghe, a parte sottili estensioni delle cellule del tegumento radicale noti come villi radicali.